# Командване „Противовъздушна отбрана“
Корпусът (за) противовъздушна отбрана (КПВО) е бивше военно формирование на Българската армия.

## История
Създаден е на 1 септември 1996 г. чрез обединяване на Първа дивизия ПВО (базирана в Божурище), Втора дивизия ПВО (базирана в Ямбол) и Първа изтребителна авиобаза (базирана в село Доброславци). Щабът на корпуса е в София.

## Наименования
- Корпус „Противовъздушна отбрана“ (до 2003)
- Командване „Противовъздушна отбрана“ (от 2003)

## Командващи
Званията са към датата на заемане на длъжността:
- Генерал-майор Калчо Танев (1 септември 1996 – 7 май 1998)
- Генерал-майор Димитър Георгиев (7 май 1998 – 6 юни 2002)
- Бригаден генерал Динчо Карамунчев (6 юни 2002 – 3 май 2004)
- Бригаден генерал Божин Гаврилов (3 май 2004 – 1 юни 2006)
- Полковник В.К.

## Заместник-командири
- Генерал-майор Георги Каракачанов (1 септември 1996 – 1 септември 1998)

## Началници на щаба
- Полковник (бриг. ген.) Божин Гаврилов (6 юни 2002 – 3 май 2004)
- Полковник Пламен Богданов (3 май 2004 – 22 декември 2005)